# Eremophanoides tanganjicae
Eremophanoides tanganjicae là một loài bọ cánh cứng trong họ Cerambycidae.